# バラの谷

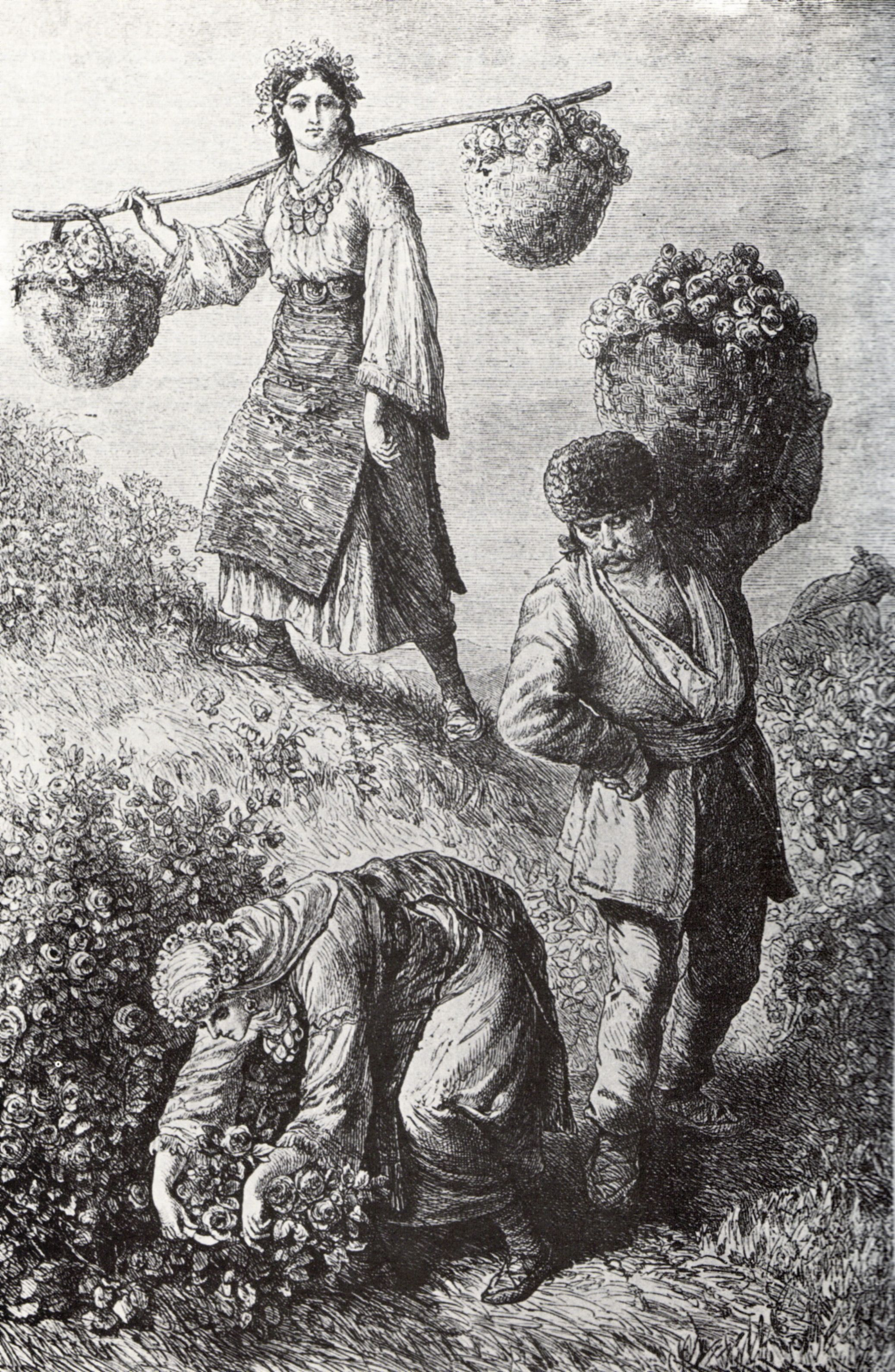
ブルガリア、カザンラク近くのバラの谷でバラを摘む農民の様子。1870年にフェリックス・フィリッピ・カーニッツ（F. Kanitz）によって描かれた。

バラの谷（バラのたに、ブルガリア語:Розова долина / Rozova dolina）は、ブルガリア中部の地域で、中央バルカン山脈のすぐ南にあり、同山脈とスレドナ・ゴラ山脈にはさまれた一帯を表す。ストリャマ川（Стряма / Stryama）とトゥンジャ川（Тунджа / Tundzha）の2つの川の渓谷がある。
渓谷は、バラの生産地として良く知られており、バラはこの地で数世紀にわたって栽培され続けてきた。ブルガリアはトルコと共に、香水に使われるローズオイルの世界最大規模の生産地の一つである。バラから抽出されたオイルは香水用として世界的に使われている。ローズオイル生産の最大の拠点となっているのは、バラの谷の中央に位置するスタラ・ザゴラ州の町カザンラク（カザンルク）であり、このほかにもカルロヴォ、ソポト、カロフェル（Kalofer）などの町が生産拠点となっている。毎年、カザンラクではバラとローズオイルを祝うバラ祭りが開かれる。
バラ摘みは毎年5月から6月にかけて行われる。この間、一帯はバラの良い香りに包まれ、多様な色のバラに覆われる。バラを集める作業は器用さと忍耐が必要で、かつては女性の仕事であった。バラの花は一つ一つ摘み取られ、ヤナギのかごに入れて蒸留所に運ばれる。

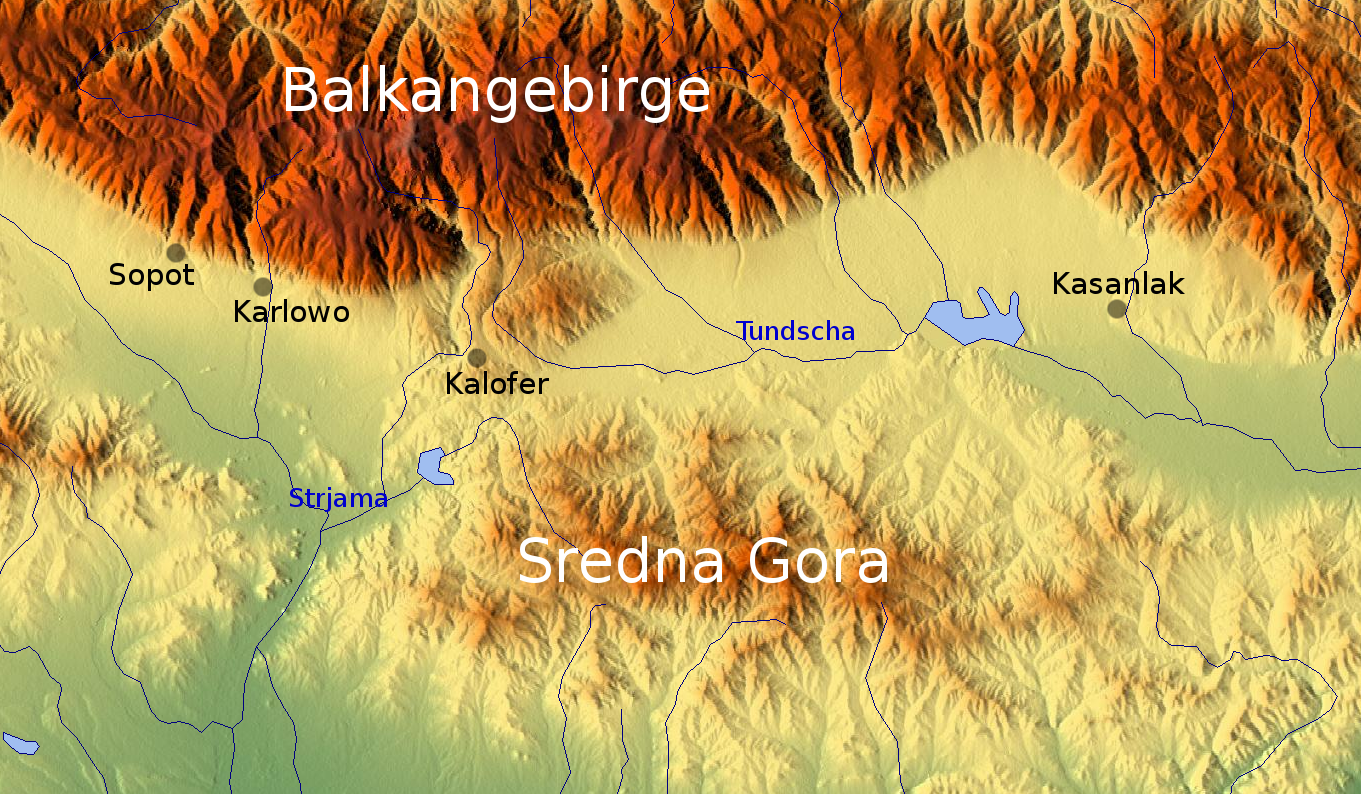
下バルカン渓谷の地図

## 名前
南極大陸、サウス・シェトランド諸島のリヴィングストン島にあるローズ・ヴァレー氷河（Rose Valley Glacier）は、ブルガリアのバラの谷に因んで名づけられた。